# Dan Munteanu
Dan Munteanu (n. 2 iunie 1937, Cluj, România – d. 25 februarie 2017) a fost un biolog român, specializat în ornitologie, membru corespondent al Academiei Române (din 29 ianuarie 1999), președintele fondator al Societății Ornitologice Române. A absolvit Facultatea de Științe Naturale la Universitatea din Cluj. Cercetător principal la Institutul de Cercetări Biologice din Cluj Napoca (din 1973). În 1969 și-a susținut teza de doctorat în biologie cu privire la avifauna bazinului montan al Bistriței moldovenești. A efectuat studii despre avifauna, ornitogeografia, sistematica, ecologia, migrația și biologia păsărilor din România.
Președinte al Comisiei pentru Ocrotirea Monumentelor Naturii din cadrul Academiei Române (2000-2017).
A fost membru în Executive Board al International Waterfowl and Wetlands Research Bureau cu sediul in Slimbridge (Wetlands International), reprezentant al International Council for Bird Preservation (Bird Life).
Dr. Dan Munteanu a fost un excelent cunoscător al problemelor de mediu din România. Începând cu anul 2000 a condus, în calitate de președinte, Comisia pentru Ocrotirea Monumentelor Naturii (CMN) și a soluționat cu înaltă competență toate problemele legate de organizarea și funcționarea acesteia. În aceeași calitate a coordonat activitatea Consiliilor Științifice ale parcurilor naturale și naționale, a contribuit substanțial la fundamentarea de noi arii protejate și a propus soluții viabile pentru conservarea biodiversității și protecția patrimoniului natural. Activitatea complexă din cadrul CMN s-a concretizat în:
- contribuții la elaborarea unor reglementări și acte legislative;
- constituirea Rețelei ecologice Natura 2000 (în țările membre ale Uniunii Europene) și avizarea documentației referitoare la: a) ariile Speciale de Protecție Avifaunistică (SPA); b) ariile de Importanță Comunitară (SCI);
- documentații de înființare de noi arii protejate, prin parcuri naționale, parcuri naturale și rezervații naturale;
- avizări pentru: lucrări de interes național cu impact potențial asupra mediului, valorificarea unor resurse naturale (plante și animale), lucrări de restaurare ecologică și împăduriri, lucrări sau construcții în arii protejate, puncte de vedere cu privire la regulamentele și planurile de management ale ariilor naturale protejate

Cele mai importante contributii din studii relevante avifaunistic, sunt: 
- Atlasul provizoriu al păsărilor clocitoare din România, lucrare solicitată de comitetul internațional responsabil cu redactarea atlasului european;
- Capitolul Păsări, în Cartea Roșie a vertebratelor din România, Editura Academiei Române, 2005;
- Arii de importanță avifaunistică din România – Documentații, Editura ALMA MATER, Cluj-Napoca, 2004;
- Păsări rare, vulnerabile si periclitate in România, Editura ALMA MATER, Cluj-Napoca, 2009;
- Fauna României. Aves, Volumul XV, Fascicula 2. Editura Academiei Române. 2015